# Eminem
Marshall Bruce Mathers III (St. Joseph, 17 de outubro de 1972) mais conhecido pelo seu nome artístico Eminem, é um rapper, compositor, produtor musical e ator americano. Adquiriu rápida popularidade em 1999 com o lançamento do disco The Slim Shady LP, o qual venceu o Grammy Award de Melhor Álbum de Rap do ano. O seu próximo trabalho, The Marshall Mathers LP, se tornou o álbum solo mais vendido na história dos Estados Unidos. Tal fato o tornou conhecido no mundo inteiro, e ajudou para a divulgação de sua gravadora, a Shady Records, e do seu grupo, o D12.
The Marshall Mathers LP e o seu terceiro disco, The Eminem Show, também conquistaram o Grammy Awards, tornando ele o primeiro artista a conquistar o prêmio de Melhor Álbum de Rap do ano por três vezes consecutivas. Em 2003, venceu o Oscar de melhor canção original com "Lose Yourself", que esteve presente no seu filme semi-biográfico, 8 Mile. "Lose Yourself" iria se tornar o single que por maior tempo ocupou a primeira posição das paradas de hip hop. Em 2004, boatos sobre o fim de sua carreira foram anunciados após o lançamento do álbum Encore, que foram encerrados com o anunciação de Relapse, oficialmente disponibilizado em 15 de maio de 2009. De acordo com a Nielsen SoundScan, Eminem é o artista que mais vendeu na década nos Estados Unidos e atualmente está na 30ª posição de recordistas de vendas de discos da história do país segundo o ranking da RIAA, e no mundo tem cerca de 115 milhões de álbuns vendidos, tornando-o um dos artistas recordistas de vendas de discos. Em 2010, lançou Recovery, no qual estava presente o single "Love the Way You Lie", que foi um enorme sucesso comercial. Recovery tornou-se o sexto álbum consecutivo de Eminem a estrear na primeira posição das paradas do Estados Unidos. De início, o álbum ficou por cinco semanas consecutivas no topo, retornando posteriormente para outras duas, e somando sete semanas em primeiro lugar, no total.
Eminem foi escolhido como o 79º na lista dos "100 Melhores Artistas de Todos os Tempos" da VH1. Em uma lista similar, foi ranqueado em 82º pela revista Rolling Stone. Incluindo o trabalho com o D12, Eminem acumula 12 álbuns no topo da Billboard Top 200, sendo 10 solo (9 de estúdio, 1 compilação) e 2 com o D12. Ele tem 13 singles na primeira posição em todo o mundo. Tal sucesso fez Eminem ser reconhecido pela Billboard como o Artista da Década. De acordo com a mesma Billboard, o rapper teve dois dos cinco álbuns mais vendidos entre 2000 e 2007. Eminem também já vendeu mais de 90 milhões de downloads de suas músicas apenas nos Estados Unidos. Em 2010, a MTV classificou Eminem como o sétimo maior ícone da história da música pop. Em 2009, Eminem foi eleito, em votação popular, o melhor rapper de todos os tempos pela revista Vibe, vencendo Tupac na final. As letras das composições de Eminem são violentamente misógenas e homofóbicas e com um vocabulário bastante vulgar e limitado, e por vários críticos considerado discurso de ódio.

## Infância e juventude
Nascido em St. Joseph, Missouri, foi o único filho de Deborah Nelson Mathers-Briggs e Marshall Bruce Mathers, Jr. Sua ascendência é diversificada, incluindo ancestrais escoceses, galeses, ingleses, alemães, suíços, polacos e possivelmente luxemburgueses. Seu pai abandonou a família quando ele tinha um ano e meio, e Marshall foi criado apenas pela mãe em condições de pobreza. Aos doze anos, ele e a sua mãe Deborah já haviam se mudado várias vezes e vivido em diversas cidades e vilas de Missouri (incluindo Saint Joseph, Savannah e Kansas City), antes de se estabelecerem em Warren, Michigan, um subúrbio de Detroit.
Após ter obtido uma cópia do álbum Licensed to Ill, do grupo Beastie Boys quando era adolescente, Marshall se interessou pelo hip hop, fazendo raps amadores aos 14 anos, sob o pseudônimo de "M&M". Pouco tempo depois, ele entrou no grupo Bassmint Productions, que lançou um EP intitulado Steppin' onto the Scene. Após o lançamento do EP, Marshall saiu do grupo e mudou seu nome artístico para "Soul Intent" e lançou em 1995 seu primeiro single, chamado "Fuckin' Backstabber", sob a gravadora independente Mashin' Duck Records. Apesar de ser aluno da Lincoln High School em Warren, ele frequentemente participava de batalhas de freestyle (improviso) na extinta Osborn High School, no lado leste de Detroit. Apesar da maior parte dos integrantes do movimento hip hop no seu estado serem descendentes de afro-americanos, Marshall acabou sendo bem aceito pelo público do hip hop underground. Após repetir a nona série duas vezes por faltas excessivas e notas baixas, ele abandonou a escola aos 17 anos.
Em 1991, seu tio materno, Ronald "Ronnie" Nelson, cometeu suicídio com um tiro de espingarda na cabeça. Marshall era muito próximo dele e ficou arrasado com tal fato; hoje, ele ostenta uma tatuagem no braço esquerdo com a escrita: "Ronnie R.I.P.".

## Carreira

### 1992–1998: Início da carreira eInfinite
Inicialmente, assinou contrato com a FBT Productions, em 1992, comandada pelos irmãos Jeff e Mark Bass. Também cozinhou e lavou louça em um pequeno restaurante em St. Clair Shores por algum tempo, onde recebia um salário mínimo. Em 1996, seu álbum de estreia Infinite, gravado no estúdio "Bassmint", foi lançado através do selo independente Web Entertainment. Já com o nome artístico de Eminem, ele relembra: "Obviamente, eu era jovem e influenciado por outros artistas, e eu me lembro de vários comentários dizendo que eu parecia com Nas e AZ. 'Infinite' serviu para eu tentar descobrir qual era o meu estilo de rap, como iria soar minha voz no microfone e ao vivo. Foi uma fase de crescimento. Eu senti 'Infinite' como um álbum demo que acabou sendo pressionado para tornar-se de estúdio". Este disco incluía as dificuldades para sustentar sua filha recém-nascida Hailie Jade Scott, a dificuldade de ganhar dinheiro e o sonho de ficar rico. No início da sua carreira, Eminem colaborou com o MC Royce da 5'9" no dueto chamado Bad Meets Evil. Após o lançamento de Infinite, as lutas pessoais de Eminem contra o abuso de drogas e álcool culminou em uma tentativa frustrada de suicídio.
Jimmy Iovine, presidente da Interscope Records solicitou uma fita demo de Eminem após ele ficar na segunda posição do Rap Olympics de 1997. A vitória de Eminem no evento Wake Up Show's Freestyle, na categoria Músico do Ano também facilitou para que ele assinasse contrato com uma gravadora. Iovine mostrou a fita para o produtor Dr. Dre, fundador da Aftermath Entertainment. Com o lançamento de The Slim Shady EP, Mathers foi acusado de imitar o estilo e a métrica utilizada pelo rapper Cage. Dre e Eminem começaram a gravar faixas juntos para a sua estreia em um grande selo, ao ponto de levar Marshall a fazer uma participação especial no álbum Devil Without a Cause do consagrado rapper Kid Rock. A revista de hip hop The Source destacou Eminem na coluna "Unsigned Hype" de março de 1998.

### 1997–1999:The Slim Shady LP

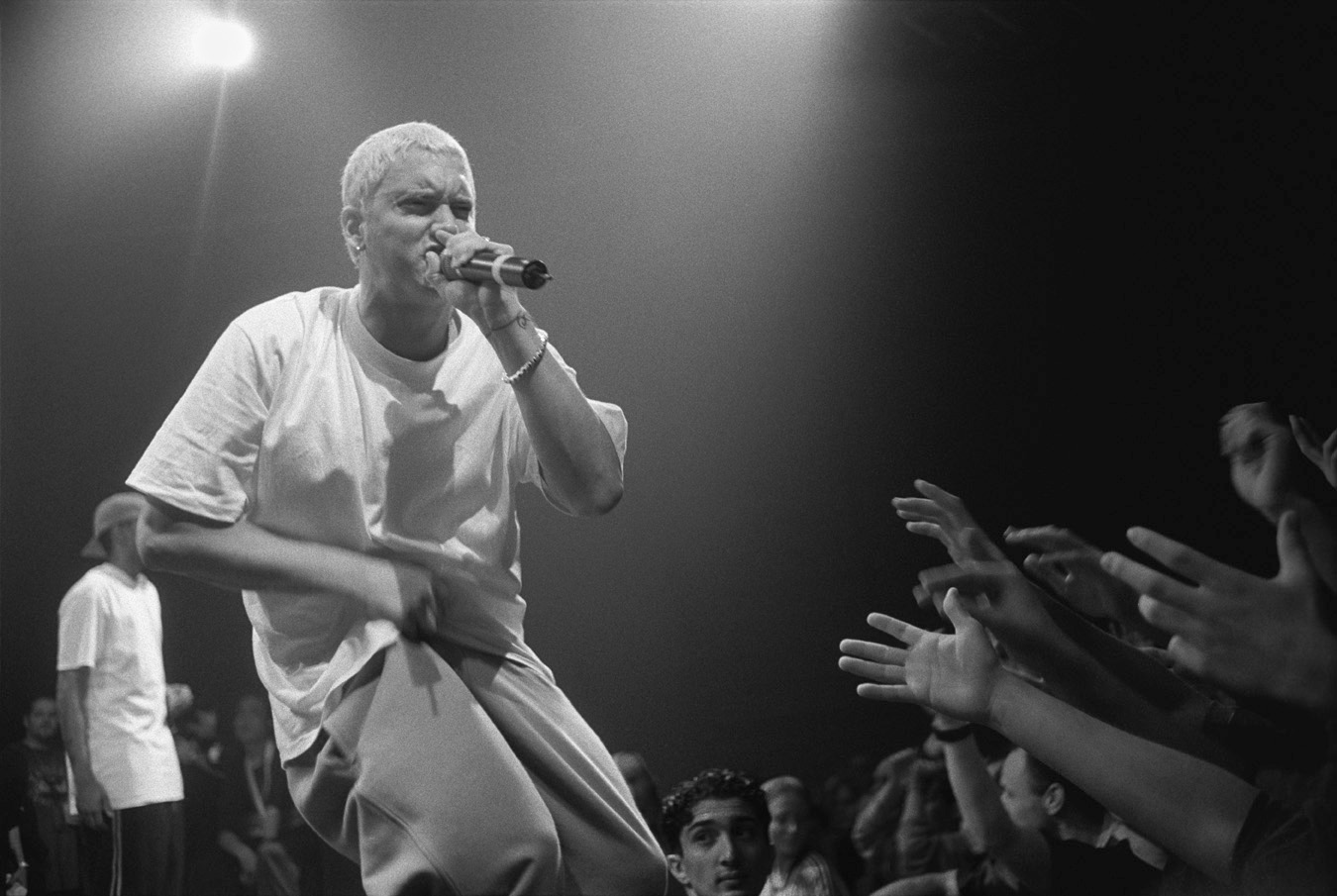
Eminem em 1999

De acordo com a Revista Billboard, neste momento da vida, Eminem "havia realizado as suas ambições musicais, que eram a única forma de escapar de sua vida infeliz". Após assinar contrato com a Aftermath Entertainment/Interscope Records em 1998, Eminem lançou seu primeiro grande álbum de estúdio um ano depois. The Slim Shady LP foi fortemente baseado na produção de Dr. Dre. A Billboard elogiou o disco como "anos-luz melhor comparado ao material lançado anteriormente". Passou a ser um dos álbuns mais populares do ano de 1999, recebendo até o final do ano três vezes a certificação de platina da RIAA.
Junto com a popularidade do álbum, vieram diversas controvérsias em relação às letras apresentadas. Em "'97 Bonnie and Clyde", ele descreve uma viagem com sua filha para a eliminação do corpo de sua esposa. Outra canção, "Guilty Conscience", termina com o incentivo a um homem para assassinar sua esposa e o amante dela. "Guilty Conscience" marcou o início da amizade e união musical entre Dr. Dre e Eminem. Os dois companheiros de gravadora iriam trabalhar mais tarde em grandes sucessos, incluindo "Forgot About Dre" e "What's the Difference", do álbum 2001 de Dre; "Bitch Please II", "Say What You Say", "Encore/Curtains Down", "Old Time's Sake" e "Crack a Bottle" dos discos de Eminem. A parceria entre os dois fez com que Dre marcasse pelo menos uma aparição em cada álbum de Mathers.

### 2000–2001:The Marshall Mathers LP

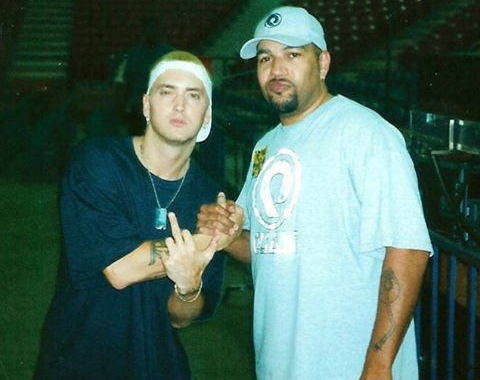
Eminem (à esquerda) na ARCO Arena para a digressão Up in Smoke (Junho de 2000)

The Marshall Mathers LP foi lançado em maio de 2000. Ele chegou a vender 1,76 milhão de cópias na primeira semana, quebrando os recordes de Doggystyle de Snoop Dogg como o álbum mais vendido de hip hop, e Oops!… I Did It Again de Britney Spears como o disco mais vendido em sua primeira semana na história dos Estados Unidos. O primeiro single lançado deste material, chamado "The Real Slim Shady", foi um sucesso e adquiriu enorme controvérsia por insultar celebridades e fazer afirmações dúbias sobre elas. Entre outras coisas, Eminem afirma que Christina Aguilera realizou sexo oral com Fred Durst e Carson Daly. Em seu segundo single, "The Way I Am", ele revela aos fãs a pressão da gravadora para fazer "My Name Is" ir para o topo das paradas. Embora Eminem parodie o roqueiro Marilyn Manson em "My Name Is", os artistas estão declaradamente amigos. No terceiro single, "Stan" (com participação da cantora pop Dido), o rapper tenta lidar com a sua fama recém-alcançada, assumindo a persona de um fã desequilibrado que se mata e à sua namorada grávida, semelhante ao que acontece em "'97 Bonnie & Clyde", de The Slim Shady LP. A revista Q escolheu a canção "Stan" como a melhor música de rap de todos os tempos, e a mesma ficou em décimo em um estudo semelhante realizado pelo Top40 — Charts.com. A canção ficou na 290ª posição das "500 melhores músicas de todos os tempos" da revista Rolling Stone e fez com que Eminem fosse o primeiro rapper branco a ser destaque na capa da The Source. Foi certificado como platina nove vezes pela RIAA.
Eminem atuou ao vivo com Elton John na cerimônia do 43° Grammy Awards em 2001; a Aliança Gay e Lésbica Contra a Difamação (GLAAD), uma organização que chamou as letras do rapper odiosas e homofóbicas, condenou a decisão de John, gay declarado, a cantar com Eminem. A Entertainment Weekly colocou isso como um dos principais pontos da música na década, afirmando: "Foi um abraço que se ouviu ao redor do mundo. Eminem, que compõe letras homofóbicas, dividiu o palco com um ícone gay para a apresentação de 'Stan', fato que foi memorável em qualquer contexto". Em 21 de fevereiro, dia em que a cerimônia foi realizada, a GLAAD realizou um protesto em frente ao Staples Center, onde o Grammy Awards ocorreu. Eminem figura no livro Unusually Stupid Celebrities: A Compendium of All-Star Stupidity (Celebridades invulgarmente estúpidas: Um Compêndio de Estupidez de todas as estrelas) de Kathryn e Ross Petras, a propósito dum episódio na mesma cerimónia, onde o artista Moby considerou que Eminem era muito bom no que fazia, mas era "um misógino, um homofóbico, um racista, e um anti-semita".
As turnês musicais que Eminem participou em 2001 incluem Up In Smoke Tour com os rappers Dr. Dre, Snoop Dogg, Xzibit e Ice Cube; e Family Values Tour com a banda de rock Limp Bizkit.

### 2000–2002:The Eminem Show
O seu terceiro grande álbum de estúdio, The Eminem Show, foi lançado no verão de 2002 e, como o trabalho anterior, provou ser um sucesso. Na primeira semana, alcançou o número um das paradas e vendeu mais de um milhão de cópias. O principal single é "Without Me", no qual Eminem faz comentários depreciativos sobre boy bands, Limp Bizkit, Moby, Lynne Cheney e outras personalidades. The Eminem Show foi certificado oito vezes como Platina pela RIAA. O álbum reflete o impacto da sua ascensão à fama, o relacionamento com sua esposa e a sua filha, e a sua importância no meio da comunidade hip hop. Também aborda as acusações de uma agressão a um segurança que beijava sua esposa no ano de 2000.
Stephen Thomas Erlewine, um dos principais editores da Allmusic, considerou que, apesar de haver raiva clara em algumas faixas, ele foi menos inflamatório do que em The Marshall Mathers LP. No entanto, L. Brent Bozell III, que já havia criticado Eminem no seu álbum anterior por letras misóginas, deu o apelido de "Eminef" a Eminem, pelo uso contínuo da palavra filho da puta, que predomina no disco.

### 2004–2005:Encore
O Media Research Center (MRC) falou em 8 de dezembro de 2003 que o Serviço Secreto dos Estados Unidos admitiu que "estava de olho" em Eminem pelas suas alegações e ameaças com o Presidente dos Estados Unidos. A letra em questão é: "Foda-se o dinheiro/Eu não faço rap para presidentes mortos/Eu prefiro ver o presidente morto/Nunca vi alguém falar isso, mas eu abro precedentes…". A canção, "We As Americans" acabou em um CD bônus que acompanha o álbum Encore.
Encore foi lançado em 2004 e tornou-se outro líder de paradas, impulsionado pelo single "Just Lose It", que desrespeita o cantor pop Michael Jackson. Em 12 de outubro do mesmo ano, uma semana após o lançamento de "Just Lose It", Jackson foi convidado para um programa de rádio em Los Angeles onde ele exprimiu seu descontentamento com o videoclipe, que parodia o julgamento pelo abuso de crianças, as cirurgias plásticas, e o incidente no qual o cabelo de Michael pegou fogo durante as filmagens de um comercial da Pepsi em 1984. Muitos dos partidários e amigos de Jackson comentaram sobre o vídeo, incluindo Stevie Wonder, que falou que o vídeo "é como chutar alguém que já está no chão" e "é idiotice"; e Steve Harvey, que declarou: "Eminem está perdendo seu passe do gueto. Queremos colocá-lo de volta!" No videoclipe, Eminem parodia MC Hammer e Madonna.
Em contrapartida, o comediante "Weird Al" Yankovic fez um protesto a Eminem na canção "Couch Potato", na qual ele parodia o sucesso internacional "Lose Yourself", do filme 8 Mile. Yankovic afirmou: "No ano passado, o Eminem me obrigou a parar a produção do vídeo da paródia de "Lose Yourself" porque ele achou que seria prejudicial à sua imagem e à sua carreira. Assim, a ironia da situação com Michael não está perdida para mim". A Black Entertainment Television foi o primeiro canal a pedir para parar de exibir o vídeo. No entanto, a MTV anunciou que iria continuar a exibir "Just Lose It". A revista The Source, através do seu presidente Raymond "Benzino" Scott, queria que não apenas o vídeo fosse retirado, mas também a canção do álbum, e um pedido de desculpas público de Eminem para Jackson, o que não ocorreu.
Apesar do assunto cômico do primeiro single, Encore teve junto consigo faixas de assunto sério, como a canção antiguerra "Mosh". Em 25 de outubro de 2004, uma semana antes da eleição presidencial dos Estados Unidos, Eminem lançou o videoclipe de "Mosh" na internet. A música destaca uma forte mensagem antiBush, com trechos como "vá se foder Bush" e "essa arma de destruição em massa que chamamos de presidente". O vídeo mostra Eminem reunindo um exército de pessoas, incluindo o rapper Lloyd Banks, apresentados como vítimas da administração de Bush e foram levados para a Casa Branca. No entanto, no momento que as armas quebram, é revelado que as pessoas estão lá somente para votarem, e ele termina com as palavras "VOTE terça-feira 2 de novembro!" na tela. Depois que Bush foi reeleito, Eminem modificou o vídeo, com manifestantes invadindo enquanto o presidente dava uma palestra.

### 2005–2008: Boatos sobre o fim da carreira

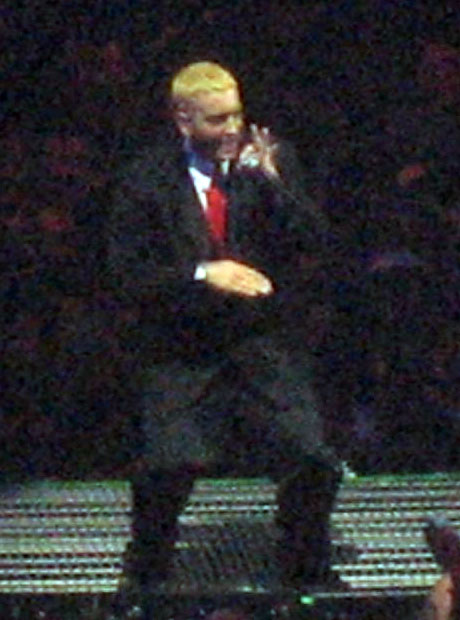
Eminem atuando ao vivo na Anger Management Tour em agosto de 2005

Em 2005, muitos especialistas do ramo musical especulavam que Eminem estava pensando em encerrar a carreira depois de seis anos e álbuns com diversas certificações. Tal especulação teve início em 2005, quando um álbum duplo estava prestes a ser lançado sob o nome de The Funeral. Posteriormente, foi revelado que o disco era uma compilação de greatest hits, e foi vendido sob o nome de Curtain Call: The Hits. O álbum foi lançado pela Aftermath Entertainment em dezembro, vendeu quase 441 mi cópias na primeira semana nos EUA e foi o quarto álbum consecutivo de Eminem a estar no número 1 da Billboard Hot 100. Foi certificado como platina duas vezes pela RIAA.
Em julho de 2005, o jornal Detroit Free Press publicou que esta seria a etapa final da carreira de Eminem, e que ele estaria mais interessado em tornar-se produtor ou executivo de uma gravadora. No mesmo dia do lançamento da sua compilação, Eminem negou que estaria se aposentando através da rádio Mojo in the Morning, de Detroit, mas afirmou que daria uma pausa na sua carreira: "Agora eu estou em um ponto da minha vida onde me sinto como se eu não soubesse como minha carreira está indo… Esta é a razão do álbum se chamar 'Curtain Call', porque este poderia ser o último trabalho. Nós não sabemos". Em 2006, Eminem lançou uma nova compilação, Eminem Presents: The Re-Up, para ajudar o crescimento da recém-criada gravadora Shady Records.
Eminem foi tema do livro 100 People Who Are Screwing Up America de Bernard Goldberg, no qual foi ranqueado na posição 58. Goldberg citou uma coluna de Bob Herbert do The New York Times, que afirmava: "No mundo de Eminem, todas as mulheres são putas e ele está ansioso para estuprá-las e depois assassiná-las". Goldberg também citou a canção "No One's Iller", de The Slim Shady EP, como um exemplo de misoginia. No verão de 2005, Eminem anunciou uma turnê chamada Anger Management Tour, que teria a participação especial de 50 Cent, G-Unit, Lil' Jon, D12, Obie Trice e outros. Em agosto, a parte europeia da turnê foi cancelada, pois Eminem alegou que tinha entrado em uma clínica de reabilitação de usuários de drogas para o tratamento de uma dependência de soníferos.

### 2008–2009:Relapse
Em setembro de 2007, Eminem falou na estação de rádio Hot 97, de Nova Iorque, em uma entrevista junto com 50 Cent, que estava no "limbo" e iria decidir quando lançar um novo álbum. Ele disse: "Eu estou sempre trabalhando. Eu sempre estou no estúdio. É bom agora, tem uma energia forte na gravadora. Por um tempo eu não quero voltar ao estúdio para gravar… por questões pessoais. Eu estou saindo das minhas coisas pessoais e me sentindo melhor".
Eminem fez uma aparição em setembro de 2008 na sua estação de rádio, a Shade 45, onde disse: "Agora eu estou me concentrando somente nas minhas tarefas, criando novas faixas e produzindo um monte de coisas. Você sabe, quando mais eu continuar produzindo mais experiência vou adquirindo, porque começo a conhecer melhor as coisas". Foi nessa época que a Interscope Records finalmente confirmou o lançamento de um novo álbum do rapper, que seria lançado na primavera de 2009. Em dezembro de 2008 mais detalhes foram revelados: o álbum se chamaria Relapse e a maioria das faixas seria produzida por Dr. Dre.
Em um comunicado em 5 de março de 2009, Eminem afirmou que iria lançar dois álbuns naquele ano. O primeiro single, "We Made You", foi lançado em abril e se destacou pelo tema cômico. Relapse, o primeiro dos discos anunciados, foi lançado oficialmente em 19 de maio, mas não alcançou o sucesso de vendagem como nos quatro álbuns anteriores. Mesmo assim, recebia críticas positivas pelo restabelecimento de Eminem na cena do hip hop mundial. Durante o Video Music Awards de 2009, o humorista Sacha Baron Cohen, que estava vestido com uma roupa de anjo, caiu de cima do teto e acertou com suas nádegas a face de Eminem, que se revoltou e foi embora da premiação. Três dias depois, o rapper admitiu que a cena foi encenada e os dois tinham planejado tudo. Em 19 de novembro, Eminem anunciou em seu site o lançamento de Relapse: Refill para 21 de dezembro. Foi um relançamento de Relapse com a adição de sete faixas bônus, entre elas "Forever" e "Taking My Ball". Em uma declaração, ele descreveu o próximo CD:
| “ | Eu quero entregar mais material para os fãs este ano conforme tinha anteriormente planejado. Esperamos que as faixas de The Refill sejam bem recebidas pelos fãs como uma prévia de Relapse 2, do próximo ano. Voltei a trabalhar com o Dre e com outros produtores como o Just Blaze, e fui em uma direção completamente diferente daquela quando comecei do nada. As novas faixas soaram muito diferente do que as que eu planejei para o Relapse 2, mas eu ainda tenho outras coisas para serem ouvidas. | ” |

### 2010–2011:Recovery
Em 13 de abril de 2010, Eminem anunciou via Twitter aos seus fãs que não haveria um Relapse 2. Quando ele havia falado isso, as pessoas acreditaram que não haveria mais o lançamento de um novo álbum, mas ele simplesmente alterou o seu título para Recovery. Ele completou: "Eu tinha planejado originalmente para o Relapse 2 sair ano passado. Mas eu continuei gravando e trabalhando com novos produtores, e então a ideia de uma sequência de 'Relapse' começou a fazer cada vez menos sentido para mim, pois eu queria fazer algo completamente novo. A música em 'Recovery' é muito diferente mesmo de 'Relapse', e ela merecia seu título próprio".
Seu sétimo álbum de estúdio, Recovery, foi lançado em 21 de junho. Nos EUA, Recovery vendeu 741 mil cópias na primeira semana e alcançou o topo da Billboard 200. Até novembro de 2010, ele havia vendido 2,9 milhões de cópias nos EUA. Apesar de algumas críticas em relação a sua consistência, Recovery foi bem recebido pela maioria dos profissionais de música, como uma recuperação em relação ao álbum anterior. Seu primeiro single, "Not Afraid" foi lançado em 29 de abril e estreou em primeiro na Billboard Hot 100. O segundo, "Love the Way You Lie" estreou em segundo e depois subiu para a primeira posição. Ele contou com a presença da cantora de R&B Rihanna no refrão e seu videoclipe teve 6,6 milhões de acessos no primeiro dia, um recorde na história do YouTube.
Em junho de 2010, Eminem anunciou juntamente com Jay-Z que iria tocar em vários lugares de Detroit e Nova Iorque, em uma turnê chamada de The Home & Home Tour. Os ingressos para os dois primeiros shows se esgotaram rapidamente, fazendo que shows adicionais fossem marcados. Eminem abriu a premiação do Video Music Awards de 2010, com seus singles "Not Afraid" e "Love the Way You Lie", com uma excelente recepção por parte do público. Eminem participou ainda na segunda parte da sequela de "Love the Way You Lie", presente no álbum de estúdio Loud de Rihanna. O rapper ainda fez uma participação no álbum de Nicki Minaj Pink Friday, mais especificamente na canção "Roman's Revenge", que fez referência aos alter ego de ambos: Roman Zolanski e Slim Shady. Em dezembro de 2010, na escolha dos 25 melhores momentos de 2010, feita pela Billboard, The "Great Eminem Recovery" foi colocado como o principal acontecimento da música no ano.
No Grammy Awards de 2011, Eminem foi indicado nas categorias de "Álbum do Ano" (com Recovery), "Canção do Ano" e "Gravação do Ano" (ambas com Love the Way You Lie) e "Melhor Álbum de Rap" (também com Recovery), mas saiu vencedor apenas na última.

### 2012–2013: The Marshall Mathers LP 2
Em 24 de maio de 2012, Eminem anunciou que estava trabalhando em seu próximo álbum previsto para ser lançado em 2013. Mesmo sem um título, o álbum foi incluído em "Álbuns Mais Aguardados de 2013", incluindo MTV, Revista Complex, onde foi listado na sexta posição, e revista XXL, onde foi listado em quinto lugar.[carece de fontes?]
Em 30 de junho de 2012, o artista falou sobre o álbum com DJ Whoo Kid, na sua própria estação de rádio Shade 45. Ele afirmou que o material estava tomando forma e que Dr. Dre estaria envolvido. Em 30 de agosto de 2012, o membro do grupo Slaughterhouse, Royce da 5'9, falou sobre o trabalho: "Eu não sei como o mundo vai reagir a partir de algumas coisas que eu ouvi dele". Eminem também foi destaque no álbum da cantora Pink, The Truth About Love, na faixa "Here Comes The Weekend".[carece de fontes?]
Em 11 de fevereiro de 2013, o presidente da Shady Records e empresário de Eminem, Paul Rosenberg anunciou que o oitavo álbum do rapper seria lançado após o Memorial Day de 2013. "Nós realmente esperamos estar lançando um novo álbum do Eminem em 2013. Ele tem trabalhado nisso por algum tempo", disse Rosenberg. "É seguro dizer que será pós Memorial Day, em algum momento, mas não temos certeza de quando exatamente. Temos algumas datas fechadas para ele se apresentar na Europa em agosto, então estamos tentando ver o que mais se alinha". O álbum permaneceu sem título. Em 22 de março de 2013, Dr. Dre disse que que ele trabalhou com Eminem e que estava perto de terminar o álbum. O produtor No I.D. foi confirmado para a produção do álbum.[carece de fontes?]
Em 14 de agosto de 2013, uma música intitulada "Survival", com participação de Liz Rodrigues e produção de DJ Khalil, foi estreada no trailer multiplayer para o jogo Call of Duty: Ghosts. O seguinte comunicado de imprensa revelou que seu primeiro single do oitavo álbum de estúdio será lançado em breve. Durante o VMA 2013, foi revelado que o próximo álbum de Eminem seria intitulado The Marshall Mathers LP 2 (a continuação de seu álbum lançado anteriormente The Marshall Mathers LP), que foi lançado em 5 de novembro de 2013.

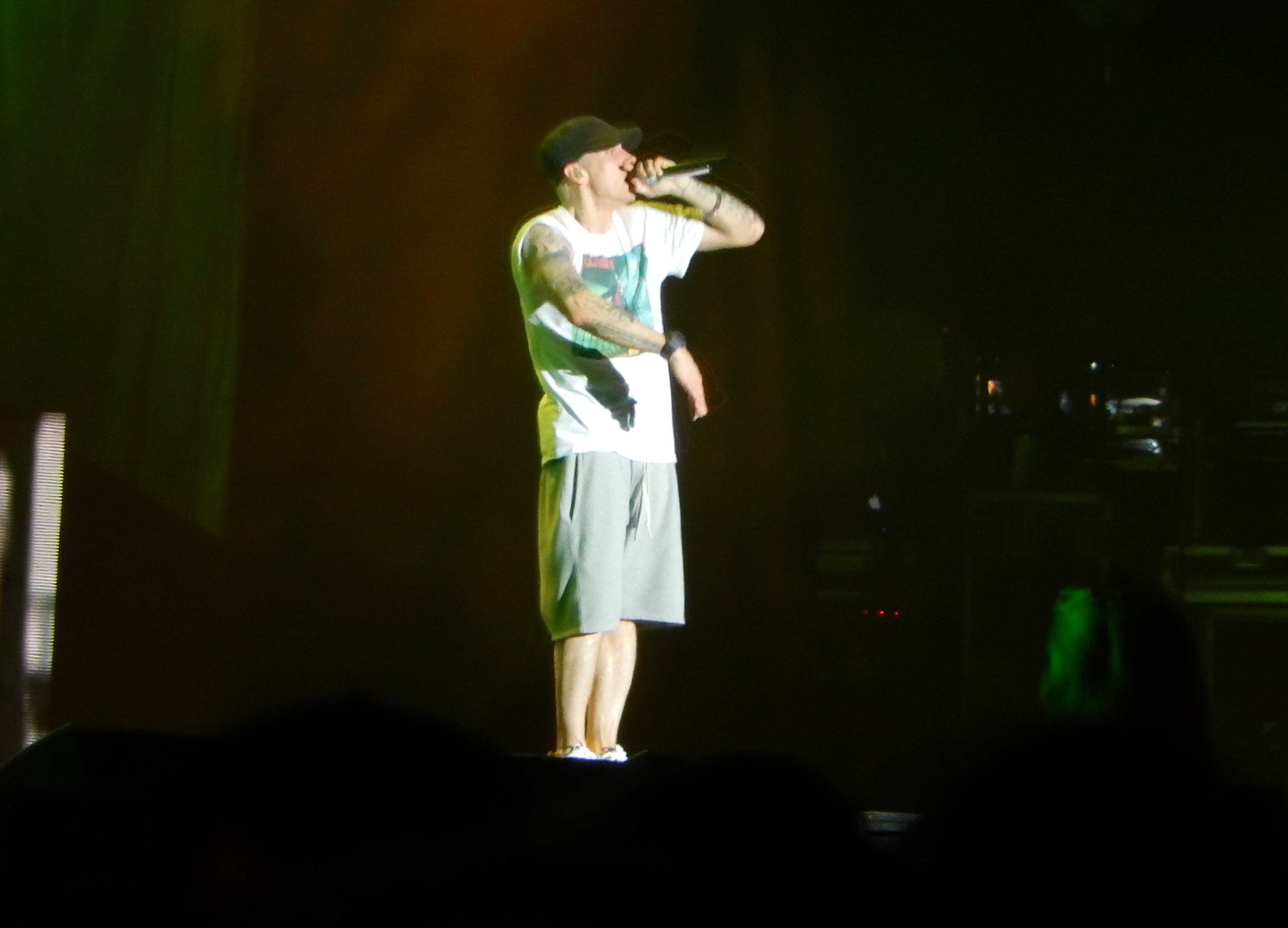
Eminem se apresentando no Lollapalooza Chicago de 2014

Faltando pouco menos de uma semana para seu lançamento, as novas canções caíram na rede, porém não atrapalharam em nada sua venda já que em sua primeira semana vendeu mais de 790 mil cópias nos EUA. The Marshall Mathers LP 2 foi o sétimo álbum do Eminem a estrear no topo da parada britânica, o que o coloca ao lado dos Beatles. Também se igualam os números de singles no top 20 da Billboard, com a faixa "The Monster" consagrando a quarta parceria com a cantora Rihanna estreando na terceira posição do ranking, o primeiro single "Berzerk", indicado ao Grammy mais tarde, "Rap God" e "Survival". O próximo single anunciado foi "Headlights" com participação de Nate Ruess, onde o rapper pede desculpas à mãe, Debbie, por seus ataques em outras músicas no início de sua carreira. O álbum contou ainda com colaborações com Kendrick Lamar, Skylar Grey e Sia, além de várias referências ao primeiro The Marshall Mathers LP.[carece de fontes?]

### 2014–2017: Shady XV e Revival
Após a especulação, em 25 de agosto de 2014, a Billboard anunciou em um artigo que Eminem iria lançar um álbum de compilação intitulado Shady XV em 28 de novembro de 2014 para celebrar o 15 º aniversário de seu segundo álbum The Slim Shady LP e a fundação da Shady Records. O álbum será composto por dois discos, um será uma coletânea de canções da Shady Records e outra contará com novas músicas de Eminem e Shady Records (D12, Slaughterhouse, Bad Meets Evil, e Yelawolf) com participações de outros artistas. No mesmo dia, o primeiro single do XV Shady intitulado "Guts Over Fear" foi lançado. Ele conta com a participação da cantora e compositora Sia. Shady XV, foi lançado em 24 de novembro durante a semana da Black Friday, e consiste em um disco de maiors sucessos e um disco de novo material de artistas da gravadora Shady Records, como D12, Slaughterhouse, Bad Meets Evil e Yelawolf. O álbum estreou em terceiro lugar na parada Billboard 200, com vendas na primeira semana de 138.000 cópias nos Estados Unidos.
Eminem também foi o produtor executivo da trilha sonora do drama esportivo Southpaw, com a Shady Records. O primeiro single da trilha sonora chamado 'Phenomenal' foi lançado em 2 de junho de 2015.  Outro single, "Kings Never Die" de Eminem com Gwen Stefani, foi lançado em 10 de julho de 2015, no YouTube através da conta Vevo de Eminem. Em junho de 2015, foi revelado que Eminem também atuaria como produtor executivo e supervisor musical na série de TV Motorcity, cuja premissa foi baseada no filme Narc de 2002.
Em 2017, Eminem disparou diversas criticas ao presidente dos Estados Unidos, Donald Trump em uma faixa do álbum I Decided de Big Sean. Foi relatado que o Serviço Secreto entrevistou o rapper entre 2018 e 2019, sobre letras ameaçadoras ao então presidente Donald Trump e a filha Ivanka Trump. A partir do final de outubro de 2017, Eminem e seu empresário Paul Rosenberg começaram a provocar os fãs com o que especularam ser o título de um novo álbum intitulado Revival, na forma de anúncios de um medicamento falso de mesmo nome.  Mais tarde, em novembro, o primeiro single "Walk on Water" foi lançado, que contou com Beyoncé. Apesar de um vazamento online do álbum dois dias antes, Revival foi lançado conforme planejado em 15 de dezembro. Em 5 de janeiro de 2018, o segundo single "River" foi lançado, com participação de Ed Sheeran. Tornou-se o oitavo álbum consecutivo de Eminem a liderar a Billboard 200 dos Estados Unidos após o lançamento, com 197.000 cópias vendidas na primeira semana. Como resultado, ele se tornou o primeiro ato musical a ter oito entradas consecutivas estreando no topo da parada. O álbum foi recebido com críticas mistas dos críticos musicais.

### 2018–2021: Kamikaze eMusic to Be Murdered By
Em 31 de agosto de 2018, Eminem lançou seu décimo álbum de estúdio e primeiro álbum surpresa Kamikaze, tornando-se seu segundo álbum de estúdio completo em 8 meses. O álbum liderou a Billboard 200, tornando-se seu nono álbum consecutivo a conseguir o feito, após vender 434.000 unidades na primeira semana.  O álbum foi lançado como uma resposta às críticas de Revival, seu álbum com pior classificação. O álbum foi promovido com três singles: "Fall", "Venom" do filme de mesmo nome de 2018 e "Lucky You". Durante o episódio de 15 de outubro de 2018 do programa de televisão noturno Jimmy Kimmel Live!, Eminem cantou a música "Venom" no 103º andar do Empire State Building, na cidade de Nova York, como uma promoção do álbum. Em 23 de fevereiro de 2019, para comemorar seu 20º aniversário, Eminem lançou uma reedição do The Slim Shady LP , incluindo acapellas, instrumentais e versões editadas para rádio de faixas do álbum.
Em 17 de janeiro de 2020, Eminem lançou outro álbum surpresa, Music to Be Murdered By. Gravado de 2019 a 2020, o álbum conta com participações especiais de Young MA , Royce da 5'9, Q-Tip, Denaun Porter, White Gold, Ed Sheeran, Juice Wrld , Skylar Grey , Anderson .Paak , Don Toliver , Kxng Crooked, Joell Ortiz e Black Thought.  O álbum estreou em primeiro lugar na Billboard 200, vendendo 279.000 unidades equivalentes a álbuns na primeira semana. Posteriormente, Eminem se tornou o primeiro artista a ter dez álbuns consecutivos estreando em primeiro lugar nos Estados Unidos e um dos seis artistas a lançar pelo menos dez álbuns número um nos Estados Unidos. A letra de "Unaccommodating", na qual Eminem fez referência ao atentado à Manchester Arena em 2017, atraiu críticas significativas, com muitos críticos achando a letra questionável. O prefeito de Manchester denunciou a letra da música, descrevendo-a como "desnecessariamente dolorosa e profundamente desrespeitosa".
Em 9 de fevereiro de 2020, Mathers cantou "Lose Yourself" no Óscar.  Em 9 de março de 2020, o videoclipe da música "Godzilla" foi lançado no YouTube pelo canal do Lyrical Lemonade. O vídeo apresenta Mike Tyson e Dr. Dre. Uma edição deluxe do álbum, intitulada Music to Be Murdered By – Side B, foi lançada em 18 de dezembro de 2020. Semelhante aos dois álbuns anteriores de Eminem, foi lançado sem nenhum anúncio prévio.  Ele contém um disco bônus com dezesseis novas faixas, com participações especiais de Skylar Grey, DJ Premier, Ty Dolla Sign, Dr. Dre, Sly Pyper, MAJ e White Gold. Na faixa "Zeus", ele se desculpa com Rihanna por uma música vazada de suas sessões de estúdio Relapse, na qual ele fazia uma piada com a agressão sofrida pelo seu ex-namorado, o cantor Chris Brown.

### 2022–Presente: Super Bowl LVI
Em 2022, ele se apresentou ao lado de LL Cool J na cerimônia do Rock and Roll Hall of Fame em 30 de outubro. Em 13 de fevereiro de 2022, Eminem se apresentou no show do intervalo do Super Bowl LVI ao lado de Dr. Dre, Snoop Dogg, Kendrick Lamar e Mary J. Blige, com aparições surpresa de 50 Cent. Em protesto a NFL, Eminem repetiu o ato proibido pela liga de Colin Kaepernick, então quarterback do San Francisco 49ers que, desde 2016, passou a protestar contra o racismo nos Estados Unidos durante a execução do hino nacional antes dos jogos. Eminem anunciou seu segundo álbum de maiores sucessos em 11 de julho de 2022, intitulado Curtain Call 2, que é uma sequência de sua primeira compilação Curtain Call: The Hits. O álbum cobre seus álbuns de Relapse a Music to be Murdered By, bem como colaborações e músicas de trilhas sonoras de filmes. Foi lançado em 5 de agosto de 2022 e também inclui "The King and I", "From the D2 the LBC" e uma nova faixa adicional chamada "Is This Love ('09)" com 50 Cent.
Eminem foi introduzido no Hall da Fama do Rock and Roll em 2022. Ele foi apresentado pelo Dr. Dre e teve participações especiais do vocalista principal do Aerosmith, Steven Tyler, e Ed Sheeran durante sua apresentação.

### 2024 - The Death of Slim Shady
Durante um episódio do Jimmy Kimmel Live! em 19 de março de 2024, Dr. Dre declarou que Eminem pretendia lançar um novo álbum naquele ano. O trailer do álbum, foi exibido na NFL Network, mostrando brevemente notícias e depoimentos sobre o "assassinato" da persona de Slim Shady em um formato de crime real. No vídeo em questão é dito: "Através das rimas complexas e frequentemente criticadas, o anti-herói loiro conhecido como Slim Shady não teve falta de inimigos," afirmou o jornalista. Então, aparece um depoimento de ninguém mais ninguém menos que 50 Cent: "Ele não é um amigo, é um psicopata." No fim do vídeo, Eminem aparece e diz "eu sabia que era só uma questão de tempo para Slim".
Em 31 de maio, Eminem lançou a primeira música do projeto, Houdini. O clipe oficial da canção mostra Eminem voltando às origens e revisitando suas versões mais jovens, como se fizesse uma retrospectiva da carreira que está “prestes a matar”. Em 12 de julho de 2024, o álbum The Death of Slim Shady (Coup de Grâce) foi oficialmente lançado. Em seu perfil no Instagram, Eminem disse que “The Death of Slim Shady”  é um álbum conceitual. “Portanto, se você ouvir as músicas fora de ordem, elas podem não fazer sentido”.

## Outros trabalhos

### Shady Records e D12
Como Eminem conseguiu um recorde de vendas e álbuns certificados várias vezes com platina, a Interscope lhe concedeu sua própria gravadora. Ele e seu empresário Paul Rosenberg criaram a Shady Records no final de 1999. Logo após a sua criação, Eminem conseguiu trazer para a gravadora o coletivo D12 — do qual ele faz parte — e o rapper Obie Trice (que saiu em 2008). Posteriormente, ele firmou uma parceria com 50 Cent através de uma joint venture entre a Shady e a Aftermath. Com o tempo, Eminem foi convidando novos rappers para entrarem na Shady, entre eles Stat Quo, The Alchemist e Cashis. Em 5 de dezembro de 2006, a Shady Records lançou um álbum de compilação chamado Eminem Presents: The Re-Up. O projeto inicial do disco seria no formato de mixtape, mas Eminem revelou que ele já tinha material o suficiente para ser lançado como um álbum completo. Foi feito para ajudar os novos artistas da gravadora, como Stat Quo, Cashis e Bobby Creekwater.
Na época da gravação de Infinite, Eminem reuniu os rappers Proof e Kon Artis para formar o grupo D12, abreviação de "Detroit Twelve" ou "Dirty Dozen", sendo espelhado no Wu-Tang Clan. Em 2001, Eminem conseguiu levar o D12 à cena mundial do hip hop, lançando no mesmo ano o álbum de estreia da banda, chamado Devil's Night. O primeiro single lançado foi "Shit on You", seguido por "Purple Pills", uma ode ao uso de drogas. Como "Pills" foi censurada na maioria das estações de rádio e canais de televisão, ela precisou ser fortemente reescrita e foi relançada sob o título de "Purple Hills". Enquanto ele foi um sucesso, o terceiro single, "Fight Music", não foi bem sucedido. Um integrante do D12, Bizarre, falou que não teve a participação de Eminem no seu álbum Blue Cheese & Coney Island porque "ele está ocupado fazendo outras coisas". Tal afirmação repercutiu no mundo da música.
Após sua estreia, o D12 teve uma pausa de três anos de gravações, mas mais tarde os integrantes reuniram-se para o lançamento do segundo álbum, intitulado D12 World, que contou com o popular hit "My Band". Em abril de 2006, o integrante do D12 e amigo de infância de Eminem Deshaun "Proof" Holton foi assassinado após uma briga em um clube em Detroit. A discussão provavelmente ocorreu após um jogo de bilhar. Primeiro, Proof atirou e matou o soldado americano Keith Bender, Jr.; na sequência, Mario Etheridge, primo de Bender e segurança do local rapidamente disparou tiros contra Proof. Foi rapidamente levado até o St. John Health's Conner Creek Campus, mas foi declarado morto na chegada. Eminem e Obie Trice falaram sobre o assunto no funeral.

### Bad Meets Evil, Royce da 5'9"
Eminem tem um projeto junto com o rapper Royce da 5'9", no qual a dupla se intitula Bad Meets Evil, que desde de 1999 tentam realizar um trabalho fixo juntos, que mesmo com um single, "Nuttin' to Do" e mais duas faixas, que são inclusos no EP de mesmo nome, não concretizaram o interesse no trabalho colaborativo, que então, cerca de dez anos mais tarde é confirmado no EP Hell: The Sequel. O single para promover este, é intitulado "Fast Lane", estreado em meados de Maio.

### Trabalhos como produtor
Eminem também é um produtor musical ativo. Ele produziu e participou de diversas canções de outros artistas, como "Welcome to D Block" de Jadakiss, "Renegade" e "Moment of Clarity" de Jay-Z, "On Fire", "Warrior Pt II" e "Hands Up" de Lloyd Banks, "Drama Setter" de Tony Yayo, "Welcome 2 Detroit" de Trick Trick, e "My Name" e "Don't Approach Me" de Xzibit. A maioria das faixas de The Eminem Show foi produzida pelo próprio Eminem, com co-produção do seu velho amigo Jeff Bass. Outras produções incluem "Ghetto Gospel" (com Elton John), o disco Encore (com Dr. Dre), "The Cross" de Nas, "Who Want It" de Trick Trick e oito faixas do álbum Second Round's on Me de Obie Trice.
Além de ser produtor executivo dos dois primeiros álbuns do D12, Devil's Night e D12 World, ele fez a mesma tarefa em Cheers e Second Round's on Me de Obie Trice bem como em Get Rich or Die Tryin' e The Massacre de 50 Cent. Em 2004, Eminem foi o produtor do álbum póstumo de Tupac Shakur Loyal to the Game, juntamente com Afeni Shakur, mãe de Tupac.
Com relação às produções de Eminem, ele é visto como alguém de um estilo incomum. Ao invés de fazer primeiro o instrumental da música, ele começa a produzir com a ideia de como quer que a canção seja estruturada através de sua letra. Uma notável exceção disto é "Stan", que foi produzida por Mark the 45 King.

### Trabalhos como ator
Embora Eminem tenha feito uma pequena participação no filme The Wash, ele marcou sua estreia em Hollywood no filme semi-biográfico 8 Mile, lançado em novembro de 2002. O rapper afirmou que este não é um relato de sua vida, mas sim uma representação de como os jovens crescem em Detroit. Foram gravadas diversas músicas novas para a trilha sonora do filme, incluindo "Lose Yourself", a qual conquistou o Oscar de melhor canção original em 2003. No entanto, a música não foi cantada ao vivo na cerimônia, devido à ausência de Eminem. Luis Resto, que co-escreveu a canção, recebeu o prêmio.
Eminem já fez vários trabalhos como dublador. Exemplos disto são o jogo 50 Cent: Bulletproof, onde ele faz a voz de um policial corrupto, e o desenho animado online The Slim Shady Show, que posteriormente foi lançado em DVD. Também foi convidado para fazer o papel de David Rice no filme Jumper, mas preocupações do diretor Doug Liman fizeram com que ele fosse substituído por Hayden Christensen. Outra participação especial de Eminem se deu no filme Funny People, onde se envolveu em uma discussão com Ray Romano. Foi revelado em 8 de novembro de 2009 que ele irá estrelar a série antológica de horror em 3D Shady Talez. As quatro edições da série deverão ser lançadas em 2011.

### Memória
Em 21 de outubro de 2008, Eminem lançou uma autobiografia intitulada The Way I Am, que detalha as suas lutas contra a pobreza, as drogas, a fama, o desgosto e a depressão, juntamente com histórias sobre sua ascensão à fama e comentários sobre as controvérsias do passado. O livro ainda contém algumas páginas das letras originais de canções como "Stan" e "The Real Slim Shady".

## Características musicais
Eminem nomeou vários MC's que influenciaram o seu estilo de rap, incluindo Esham, Kool G Rap, Masta Ace, Big Daddy Kane, Newcleus, Ice-T, Mantronix, Melle Mel, LL Cool J, The Beastie Boys, Run-D.M.C., Rakim e Boogie Down Productions.
No livro How to Rap, Guerilla Black nota que Eminem estudou os outros MC's para criar seu próprio estilo de cantar rap: "Eminem ouviu de tudo e é isso que o torna um dos grandes MC's". No mesmo livro, Eminem é elogiado por vários outros rappers pela sua técnica no vocal, incluindo temas variadas e assuntos tratados com bom-humor, a conexão com o público, utilizar um conceito sobre uma série de outros discos, rimas e ritmos complexos, a capacidade de dobrar as palavras na mesma rima, rimas multi-silábicas, uso da melodia e síncope. Também é conhecido por escrever a maioria de suas letras no papel, como é retratado no livro The Way I Am, bem como ocupar vários dias e semanas para elaborar o lírico das canções. Tal fato, faz Eminem ser considerado um "workaholic".
É creditado por popularizar o hip hop na América Central e é frequentemente mencionado entre os maiores rappers de todos os tempos.

## Vida pessoal

### Família
Marshall sempre foi um objeto de estudo minucioso, seja na sua carreira como rapper como na sua vida pessoal. Foi casado duas vezes com Kimberley Anne Scott, a quem conheceu no colégio. Começaram a relação em 1989 e se casaram em 1999. Em 2000, Kimberley Scott tentou o suicídio e processou Eminem por difamação pelo modo em que ele descreveu a morte dela na canção "Kim". O casal divorciou-se pela primeira vez em 2001, mas reatou a união em janeiro de 2006. O segundo divórcio aconteceu em dezembro do mesmo ano, após ambos concordarem em dividir a custódia da filha Hailie Jade Scott Mathers, nascida em 1995. Hailie Scott foi referida em várias canções de Eminem, como em "'97 Bonnie & Clyde", "Hailie's Song", "My Dad's Gone Crazy", "Like Toy Soldiers", "Mockingbird", "Forgot About Dre", "Cleanin' Out My Closet", "When I'm Gone", "Deja Vu", "Beautiful", "Sing for the Moment", "Airplanes Part II" e "Going Through Changes". No início de 2010, ele respondeu a vários tablóides que haviam falado sobre uma suposta reunião com Kim, desmentida fortemente pelo próprio.
Eminem adotou outras duas filhas: Alaina "Lainey" Mathers, filha da irmã de Kim e Whitney Scott, filha de um relacionamento anterior com a mesma Kim. Também é o guardião legal de seu meio-irmão Nathan.

### Problemas legais
Em 1999, a mãe de Marshall o processou por cerca de 10 milhões de dólares sob alegada calúnia sobre ela nas faixas de The Slim Shady EP. Ela conseguiu receber apenas US$ 1 600 em 2001 por danos morais.
Mathers foi preso em 3 de junho de 2000 durante uma briga em uma loja de equipamentos para carro localizada em Royal Oak, Michigan. A discussão ocorreu com Douglas Dail, onde ele puxou uma arma descarregada e manteve-a apontada para o chão. No dia seguinte, em Warren, Michigan, ele supostamente viu a sua então esposa Kim beijando o segurança John Guerrera no estacionamento do Hot Rock Café, e então o agrediu. Foi dada a Eminem uma liberdade condicional de dois anos por ambos os episódios. No verão de 2001, Mathers foi novamente condenado a liberdade condicional por porte ilegal de arma depois de uma discussão com um funcionário da Psychopathic Records. Após uma decisão no tribunal, Eminem foi condenado a pagar uma multa de dois mil dólares e várias horas de serviço comunitário.

### Uso de drogas
Eminem já falou abertamente sobre seu vício em álcool e drogas. Uma prova disto é que Proof, integrante do D12, afirmou que Mathers estava "sóbrio" pelo uso de drogas e álcool. No entanto, ele continuou a usar comprimidos de Zolpidem para aliviar problemas de insônia. Tal problema fez Eminem cancelar a parte europeia da Anger Management Tour em agosto de 2005 e entrar em uma clínica de reabilitação para viciados em soníferos.
Em uma entrevista de 2009 com o apresentador britânico Jonathan Ross, Eminem admitiu que no auge do seu vício ele considerou a possibilidade de se suicidar, afirmando que "eu não estava cuidando de mim, às vezes eu queria apenas desistir dessa vida". Também comentou que agora está fazendo uso da música para manter sua auto-estima: "Rap era minha droga… Então eu tive que recorrer a outras coisas para me sentir bem. Agora o rap está me deixando em alta novamente".

### Conflito com Mariah Carey

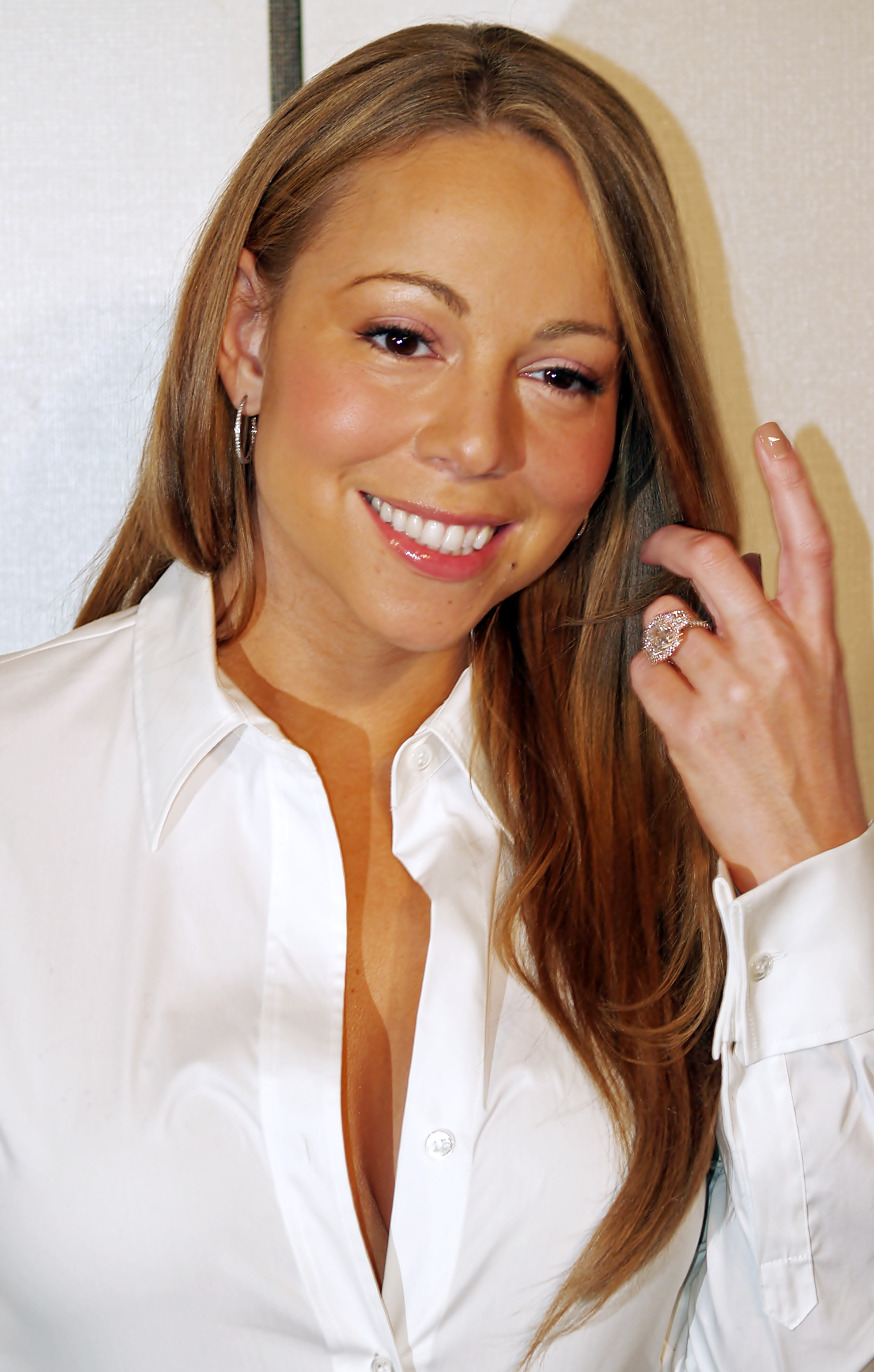
Eminem acusou Mariah Carey (foto) de ter relações íntimas com ele.

Eminem já escreveu várias músicas referindo-se a um suposto relacionamento com a cantora pop Mariah Carey, embora ela negue a afirmação. Ela falou que nenhuma relação sexual ou íntima ocorreu. Eminem fez menção a Carey em diversas canções, entre elas "Superman", "Jimmy Crack Corn", "Bagpipes From Baghdad", e "The Warning". Carey respondeu com "Clown" logo após o lançamento de "Superman", em 2003, e em 2009 com o hit "Obsessed".
"Bagpipes from Baghdad", do álbum Relapse de Eminem pode ser a referência mais conhecida a Carey, devido à polêmica que provocou. A canção deprecia o relacionamento entre a cantora pop e seu marido Nick Cannon. Cannon respondeu a Eminem dizendo que a carreira dele é baseada em um "fanatismo racista" e disse que iria se vingar do rapper, falando que ele poderia voltar a cantar. Mais tarde, Eminem disse que o casal havia mal interpretado a canção e que ele desejava o melhor para os dois. Cannon também disse que não tinha ressentimentos e só queria expressar sua opinião sobre a música.
Em 2009, Carey lançou "Obsessed", que conta a história de um homem obcecado que afirma estar tendo uma relação com ela. Cannon disse que a canção não era um insulto dirigido propriamente a Eminem. No entanto, em julho do mesmo ano, houve a resposta com "The Warning", que continha samples de mensagens de correio de voz que supostamente foram deixadas por Carey para ele. Um pouco mais de um ano depois disso, Nick Cannon respondeu com "I'm a Slick Rick", no qual Slick Rick atira em Eminem.

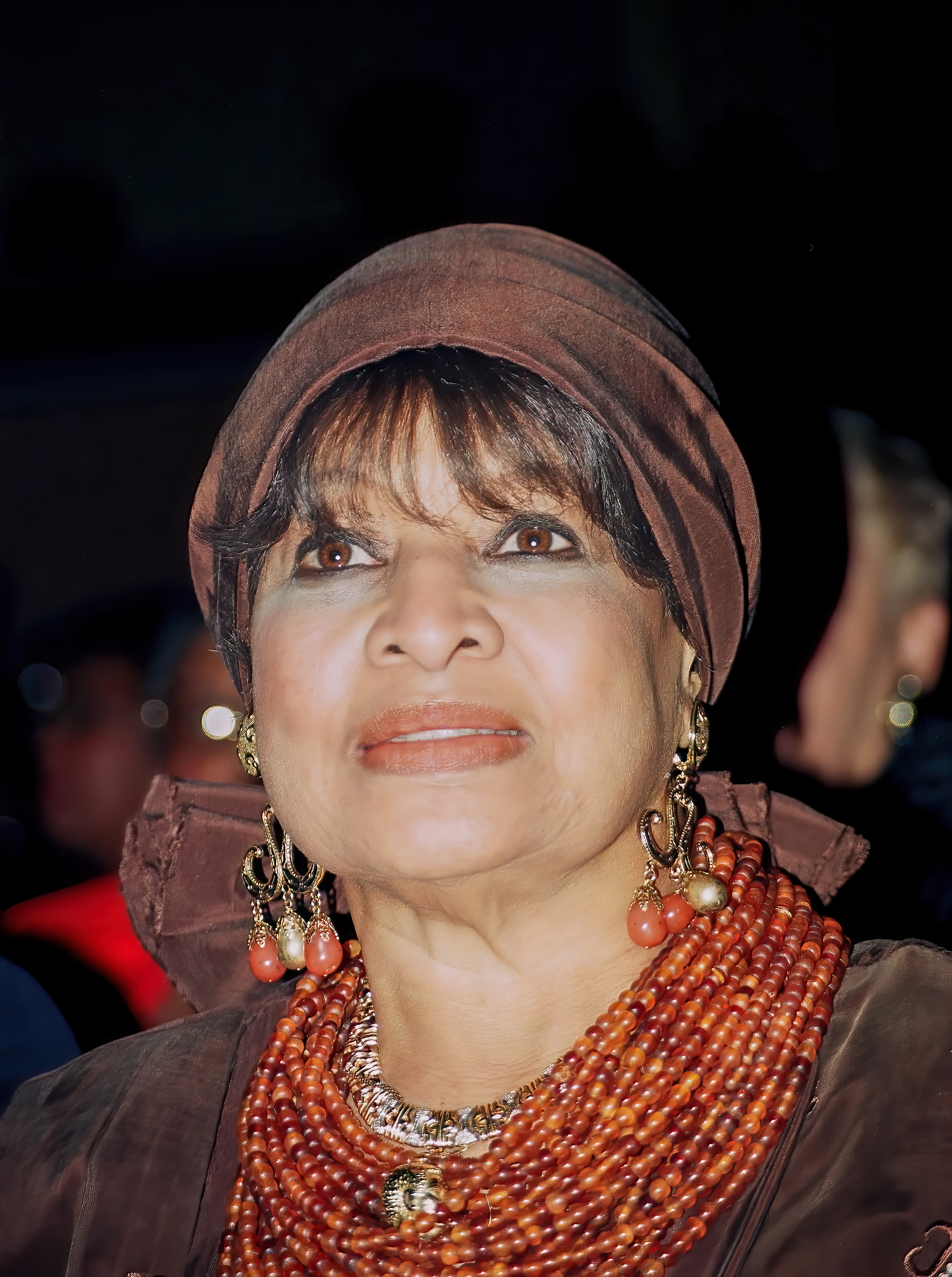
Delores Tucker

### Conflito com Delores Tucker
Eminem, assim como outros rappers, entrou em conflito também com Cynthia Delores Tucker, uma grande crítica do rap, política e activista dos direitos humanos, que dedicou grande parte dos últimos anos da sua vida a condenar as letras de rap e hip-hop sexualmente explícitas, citando a preocupação com as letras misóginas e que ameaçavam o fundamento moral da comunidade afro-americana. Delores Tucker afirmou que o conteúdo do rap era difamatório, misógeno, obsceno e pornográfico; que as suas letras expunham os negros (especialmente os jovens do sexo masculino) ao ridículo e desprezo universal, corrompendo os ouvintes brancos e negros de todo o mundo. Eminem referiu-se a ela diretamente em "Rap Game", sem poupar nas palavras: "Digam àquela puta da C. Delores Tucker para ir chupar uma p***".

### Acusações de misoginia e homofobia
O mundo do rap é conhecido pela profusão de letras misógenas, racistas, sexistas e homofóbicas. Como rapper branco, Eminem não é excepção. Muitas das letras de Eminem foram consideradas homofóbicas. Eminem nega a acusação, dizendo que quando crescia, palavras como "maricas" eram utilizadas geralmente de forma depreciativa e não especificamente em relação aos homossexuais. Durante uma entrevista no programa 60 Minutos em 2010, o jornalista Anderson Cooper, ele mesmo homossexual, interrogou-o sobre o assunto:"Não gosta de gays?" ao que Eminem respondeu: "Não, não tenho qualquer problema com ninguém. Percebe o que quero dizer? Sou igual a toda a gente".
Quando Eminem, em 2000, lançou The Marshal Mathers, a primeira canção do disco era intitulada "Kim" — refere-se a Kimberley Scott, com quem foi casado. Na canção, Eminem descreve como assassinou Kim antes de se desfazer do cadáver num lago, acompanhado da sua filha Hailie. Na canção, Eminem diz, "Não percebes, puta —, ninguém te consegue ouvir? /Cala-te agora e recebe o que te espera/ Tu devias amar-me". No fim da canção ele corta-lhe a garganta. Durante um concerto ao vivo em Detroit, ao qual Kim assistiu, Eminem trouxe uma sex doll insuflável para o palco e começou a bater-lhe e simular violação enquanto interpretava a canção. Nas palavras de Kim ao Dr. Ablow, "Vi a resposta da multidão e toda a gente a aplaudir, a cantar as palavras e a rir e parecia que toda a gente estava a olhar para mim. Eu sabia que era sobre mim e naquela noite fui para casa e tentei suicidar-me".
As "agressões musicais" de Eminem têm como alvo — além da sua mãe e da sua esposa Kim — celebridades femininas, no que Britt Julious, no The Guardian, chama de abuso mexeriqueiro e misógeno: Lana del Rey, Britney Spears, Christina Aguilera, Lindsay Lohan, Jessica Simpson, Amy Winehouse…

## Discografia

### Álbuns de estúdio
- Infinite (1996)
- The Slim Shady LP (1999)
- The Marshall Mathers LP (2000)
- The Eminem Show (2002)
- Encore (2004)
- Relapse (2009)
- Recovery (2010)
- The Marshall Mathers LP 2 (2013)
- Revival (2017)
- Kamikaze (2018)
- Music to Be Murdered By (2020)
- The Death of Slim Shady (Coup de Grâce) (2024) [216]

### Singles número um
A seguinte lista contém os singles que alcançaram o primeiro local nas paradas musicais dos Estados Unidos, Alemanha, Austrália, Áustria, Canadá, Irlanda, Itália, Nova Zelândia, Reino Unido ou Suíça. Para uma lista completa de singles lançados, consulte discografia de singles de Eminem.
| Ano                        | Single                                     | Posição-topo nas paradas | Posição-topo nas paradas | Posição-topo nas paradas | Posição-topo nas paradas | Posição-topo nas paradas | Posição-topo nas paradas | Posição-topo nas paradas | Posição-topo nas paradas | Posição-topo nas paradas | Posição-topo nas paradas | Álbum                     |
| Ano                        | Single                                     | EUA                      | AUS                      | AUT                      | CAN                      | ALE                      | IRL                      | ITA                      | NZL                      | SUI                      | RU                       | Álbum                     |
| -------------------------- | ------------------------------------------ | ------------------------ | ------------------------ | ------------------------ | ------------------------ | ------------------------ | ------------------------ | ------------------------ | ------------------------ | ------------------------ | ------------------------ | ------------------------- |
| 2000                       | "The Real Slim Shady"                      | 4                        | 11                       | 6                        | 5                        | 7                        | 1                        | 4                        | 15                       | 2                        | 1                        | The Marshall Mathers LP   |
| 2000                       | "Stan" (part. Dido)                        | 51                       | 1                        | 1                        | —                        | 1                        | 1                        | 1                        | 14                       | 1                        | 1                        | The Marshall Mathers LP   |
| 2002                       | "Without Me"                               | 2                        | 1                        | 1                        | 4                        | 1                        | 1                        | 2                        | 1                        | 1                        | 1                        | The Eminem Show           |
| 2002                       | "Lose Yourself"                            | 1                        | 1                        | 1                        | 1                        | 2                        | 1                        | 1                        | 1                        | 1                        | 1                        | 8 Mile                    |
| 2004                       | "My Band" (com D12)                        | 6                        | 1                        | 1                        | 4                        | 9                        | 2                        | 2                        | 1                        | 3                        | 2                        | D12 World                 |
| 2004                       | "Just Lose It"                             | 6                        | 1                        | 4                        | 5                        | 2                        | 2                        | 2                        | 1                        | 1                        | 1                        | Encore                    |
| 2005                       | "Like Toy Soldiers"                        | 34                       | 4                        | 8                        | —                        | 8                        | 3                        | 8                        | 2                        | 3                        | 1                        | Encore                    |
| 2005                       | "When I'm Gone"                            | 8                        | 1                        | 7                        | —                        | 6                        | 5                        | —                        | 2                        | 7                        | 4                        | Curtain Call: The Hits    |
| 2006                       | "Smack That" (com Akon)                    | 2                        | 2                        | 9                        | 2                        | 5                        | 1                        | 30                       | 1                        | 3                        | 1                        | Konvicted                 |
| 2009                       | "Crack a Bottle" (part. Dr. Dre e 50 Cent) | 1                        | 18                       | 41                       | 1                        | —                        | 6                        | 34                       | 6                        | 3                        | 3                        | Relapse                   |
| 2009                       | "We Made You"                              | 9                        | 1                        | 9                        | 6                        | 9                        | 1                        | 32                       | 1                        | 4                        | 4                        | Relapse                   |
| 2010                       | "Not Afraid"                               | 1                        | 4                        | 5                        | 1                        | 9                        | 3                        | 3                        | 8                        | 2                        | 5                        | Recovery                  |
| 2010                       | "Love the Way You Lie" (part. Rihanna)     | 1                        | 1                        | 1                        | 1                        | 1                        | 1                        | 1                        | 1                        | 1                        | 2                        | Recovery                  |
| 2013                       | "The Monster" (part. Rihanna)              | 1                        | 6                        | 1                        | 1                        | 3                        | 6                        | 1                        | 1                        | 1                        | —                        | The Marshall Mathers LP 2 |
| Total de singles número um | Total de singles número um                 | 5                        | 8                        | 6                        | 5                        | 3                        | 7                        | 4                        | 8                        | 6                        | 7                        |                           |

## Filmografia
| Ano  | Filme/ Programa de TV                         | Papel                       | Ref     |
| ---- | --------------------------------------------- | --------------------------- | ------- |
| 2000 | Da Hip Hop Witch                              | Ele mesmo                   | [ 218 ] |
| 2000 | Up In Smoke Tour                              | Ele mesmo                   | [ 219 ] |
| 2000 | The Slim Shady Show                           | Vários                      | [ 165 ] |
| 2001 | The Wash                                      | Chris                       | [ 160 ] |
| 2002 | 8 Mile                                        | Jimmy "B-Rabbit" Smith, Jr. | [ 161 ] |
| 2003 | 50 Cent: Bulletproof                          | Ele mesmo                   | [ 166 ] |
| 2004 | Crank Yankers                                 | Billy Fletcher              | [ 220 ] |
| 2005 | Entourage                                     | Ele mesmo                   | [ 221 ] |
| 2009 | Rock and Roll Hall of Fame Induction Ceremony | Ele mesmo                   | [ 222 ] |
| 2009 | Funny People                                  | Ele mesmo                   | [ 223 ] |
| 2010 | Entourage                                     | Ele mesmo                   | [ 224 ] |
| 2014 | A Entrevista                                  | Ele mesmo                   | [ 225 ] |
| 2025 | Happy Gilmore 2                               | Donald Floyd Jr.            | [ 226 ] |